# Самјуел Тејлор Колриџ
Самјуел Тејлор Колриџ (енгл. Samuel Taylor Coleridge; Отери, 21. октобар 1772 — Лондон, 25. јул 1834) је био енглески песник, књижевни критичар, филозоф и теолог који је с пријатељем Вилијамом Вордсвортом био оснивач Романтичарског покрета у Енглеској и члан Језерских песника. У књижевности је романтичар, у прво време изванредно револуционаран, у Америци је чак хтео да оснује комуну, касније је све више конзервативац. Један је од оснивача књижевне критике у Енглеској, писао је драме, баладе и лирске песме. Колриџ је Немачку посетио 1798. године и започео са периодом интензивног проучавања и асимилиације мислилаца немачке класичне филозофије. После путовања по Немачкој један је од најгласнијих пропагатора посебно Канта, Фихтеа и Шелинга, у Енглеској. Овај енглески песник је важан у историји филозофије као један од главних проводника чијим су посредством Кантова дела и дела немачког романтизма уведена у Енглеску. У његовим делима осећа се и утицај Платона и Плотина. Реалност је, по Колриџу, спиритуална, па стога је разум и може обухватити, и то пре свега на начин интуитивне спознаје. Колриџ је заступао становиште о индивидуалном духовном спасењу које је било далеко од једноставног просветитељског и утилитаристичког поуздања у друштвени инжињеринг и материјални прогрес.
Током свог одрастања Колриџ је био доста узнемирен и депресиван. Био је често болестан и слаб што је проистекло као последица реуматске грознице и других дечијих болести. Његово лечење третирано је лауданумом, који је постао узрок његове животне зависности од опијума.
Најбољи је и најпознатији као песник три најпознатије песме: Песма о старом морнару, Кристабел и Кубла Кан.

## Биографија

### Детињство и школовање
Колриџ је рођен 21. октобра 1772. године у граду Отери Ст Мари у Девону, у Енглеској.  Самјуелов отац био је Џон Колериџ (1718—1781), уважени гласник цркве Свете Марије, Отери Ст Мари и директор краљеве школе, бесплатне гимназије коју је основао краљ Хенри VIII (1509—1547) у граду . Раније је био домар школе Хју Скуиера у Соутх Молтону, Девону и предавачу оближњег Моланда. Џон Колериџ је имао своје троје деце са првом женом. Са другом женом Ана Бовден (1726—1809), ћерком Џона Бовдена, градоначелника Јужног Молтона, у Девону, 1726. Иначе Семјуеловом мајком имао је седморо деце. Самјуел је био најмлађи од десеторо деце господина Колриџа. Колриџ је истицао да „није имао интересовања за дечије спортове“, већ је у место тога „непрестано“ читао и играо се сам.
Школу је похађао у Кембриџу, коју врло брзо напушта и одлази у војску из које га родитељи  исписују и враћају у школу. Након што је Џон Колериџ умро 1781. године, осмогодишњи Самуел је упућен у Христову болницу, добротворну школу која је основана у 16. веку у Греифриарсу у Лондону, где је провео детињство, студирао и писао поезију. Током школовања упознаје Роберта Соутеја и са њим планира оснивање утопистичке заједнице у Америци. Под великим је утицајем идеја Француске револуције и све се више интересује за политику и филозофију, а касније и за теологију (али је коначно, иако је почео као јакобински револуционар, завршио као конзервативац).

#### Живот и каријера
У складу са планом свог утопијског друштва, жени се Саром Фрикер, а његов пријатељ Роберт са њеном сестром, што је добрим делом касније унесрећило Колриџов живот. Лошег здравља, растргнут између властитог стваралачког нагона, породичног живота и несигурних савремених прилика, стално се сукобљавао са собом и околином. Тешко је живео и зарађивао од новина, зависећи често од пријатеља. Након познанства са Вордсфордом, 1798. године одлази у Немачку на неколико месеци како би научио језик. 1804. године због астме одлази на Малту, где добија посао секретара гувернера. Неко време је провео и у Риму.
У Енглеску се враћа 1806. Године, а његово имовно и здравствено стање све више се погоршава: прекида дугогодишње пријатељство са Вордсфортом, све више ужива у опијуму, али и његов утицај на младе све више расте. Суочавао се са болешћу која га је све више мучила, подлегао је опијуму не доживевши велику победу својих идеја, до које су убрзо довели енглески романтичари.  Био је свестран и непрестано у лету за идејама, а деловао је као песник, предавач, новинар, преводилац, теолог, критичар. Најбољи је и најпознатији као песник три најлепше песме: Песма о старом морнару, Кристабел и Kubla Khan.
Према мишљењу неких значајнијих књижевника, он је најбољи енглески критичар, човек који је вратио достојанство и дао тежину критици. Окренувши се питањима њене бити, методе и смисла. Имао је велики утицај на модерне критичарске школе англоамеричке књижевности. Његова целокупна духовна акција тежила је утопистичкој синтези знања, уметности, религије и политике.

## Дела
- Робеспјеров пад (заједно са Саутијем)
- Лирске баладе (заједно са Вордсвортом)
- Сибилско лишће
- On the Constitution of Church and State, 1830.
- Confessions of an Inquiring Spirit, 1840.
- Essays on Method, 1845.
- Исповести испитивачког духа
- Критика о Шекспиру